# André du Colombier
André du Colombier (* 1952 in Barcelona; † 2003 in Paris) war ein katalanisch-französischer Konzeptkünstler.

## Leben
André du Colombier wurde als Sohn einer moldauischen Mutter, einer Kennerin französischer Literatur, und eines Philosophieprofessors geboren. Der Philosoph Jacques Paliard (1887–1953) war sein Großvater. André Paliard änderte seinen Namen in du Colombier. 1977 fand seine erste Ausstellung in der Eric Fabre Gallery in Paris statt. 1980 lud ihn Pontus Hulten ein, im Studio Marconi in Mailand auszustellen. Sein Werk hat sich vorwiegend außerhalb seines Geburtslandes Spanien entwickelt und ist keiner klaren Kunstströmung zuzuordnen. Vorläufer seiner Arbeit könnten Joan Brossa, Ignasi Aballí und Marcel Broodthaers sein.
Die Arbeiten von du Colombier, die mit poetischen und philosophischen Elementen gespickt sind, spielen mit der Wiederholung von Wörtern und Sätzen, der Groß- und Kleinschreibung und der Veränderung von Interpunktionszeichen. Durch dieses Experimentieren werden sprachliche Strukturen und ihre Bedeutungen in Frage gestellt, wodurch eine geheimnisvolle und metaphysische Atmosphäre entsteht. Beeinflusst von Künstlern wie On Kawara und Richard Artschwager, reicht sein Werk von konkreter Poesie bis hin zu Arte Povera und Konzeptkunst.

## Ausstellungen (Auswahl)

### Einzelausstellungen
- 1990: André du Colombier, Hôtel de Sully, Paris
- 1992: André du Colombier, Centre d'Art Contemporain de Basse Normandie, Hérouville
- 1996: Le Principe de Strogonoff Carré-Musée Bonnat, Bayonne
- 1997: Les Pêchés Capitaux /MNAM Centre Georges Pompidou, Paris
- 2012: Tarte Tatin, une pièce d'André du Colombier par France Fiction - Bruce Nauman days, Institute of Contemporary Arts, London

### Gruppenausstellungen
- 1993: L'art en jouets, Galerie Isy Brachot, Brüssel (mit Guillaume Bijl, Pascal Bernier, Marcel Broodthaers, Leo Copers, Patrick Lebret, Panamarenko, Gina Pane, Andy Warhol)
- 2009: The death of the audience, Wiener Secession (Kurator: Pierre Bal-Blanc)[5]
- 2015: Formes biographiques Carré d’Art, Nîmes (Kurator: Jean-François Chevrier)
- 2017: documenta 14 in Kassel und Athen[6]

## Publikationen
- André du Colombier, Difference, 4. September 1990, von André du Colombier (Autor), französisch ISBN 978-2729105495
- André du Colombier en théorie, livret France Fiction, 2009